# Hexatoma (Eriocera) commutabilis
Hexatoma (Eriocera) commutabilis is een tweevleugelige uit de familie steltmuggen (Limoniidae). De soort komt voor in het Afrotropisch gebied.